# Passo da Croix-de-Fer
O passo da Cruz de Ferro (em francês:  Col de la Croix-de-Fer) é um colo de montanha a 2067 m de altitude, fechado durante o inverno, e que se situa no maciço das Grandes Rousses no departamento de Isère, da região de Auvérnia-Ródano-Alpes, na França.
O colo, que liga as localidades de Saint-Jean-de-Maurienne, a nordeste, a Bourg-d'Oisans ao sul, e não fica longe do vale da Maurienne é regularmente utilizado no Tour de France.

## Imagens

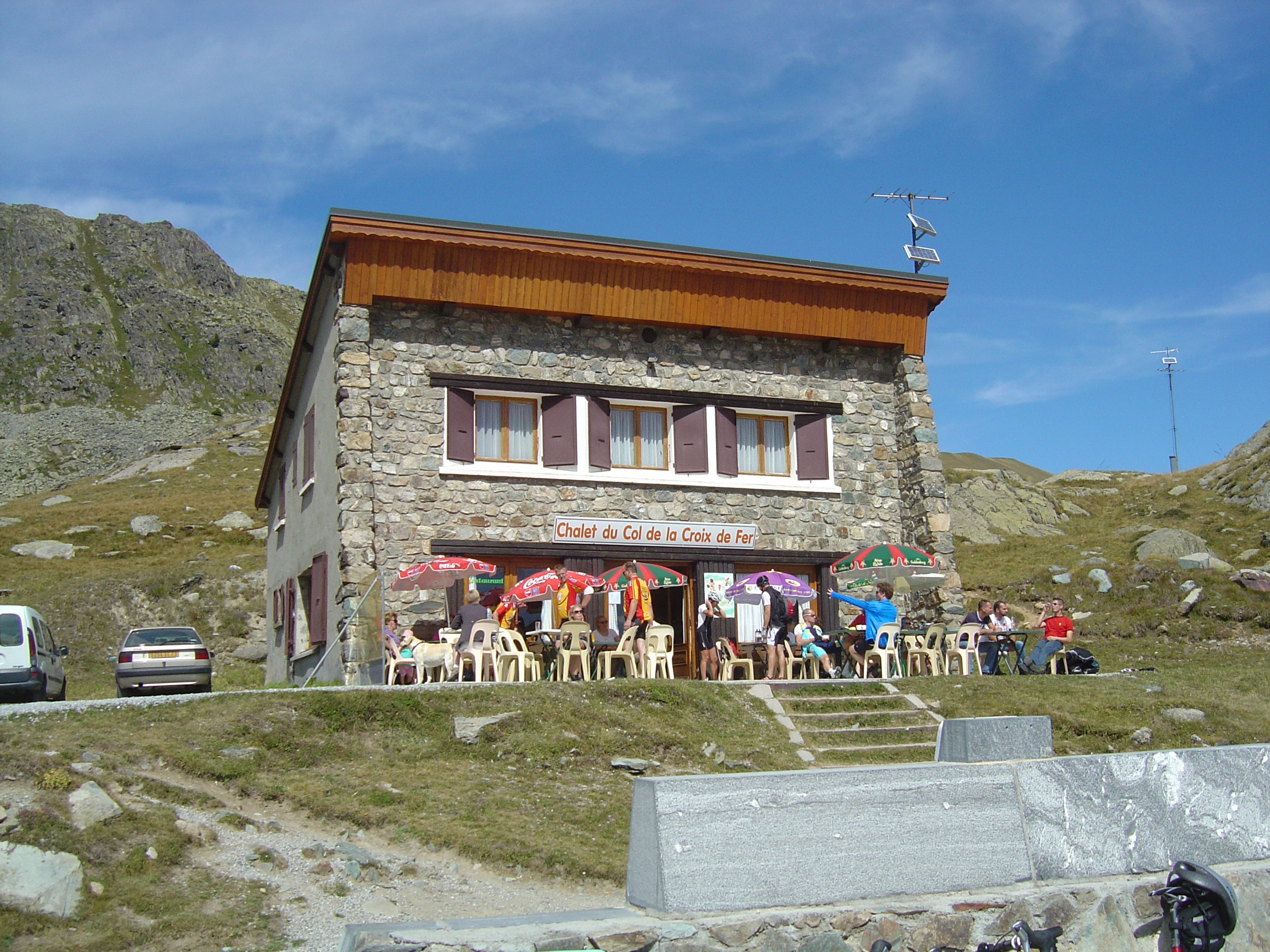
Chalé do colo
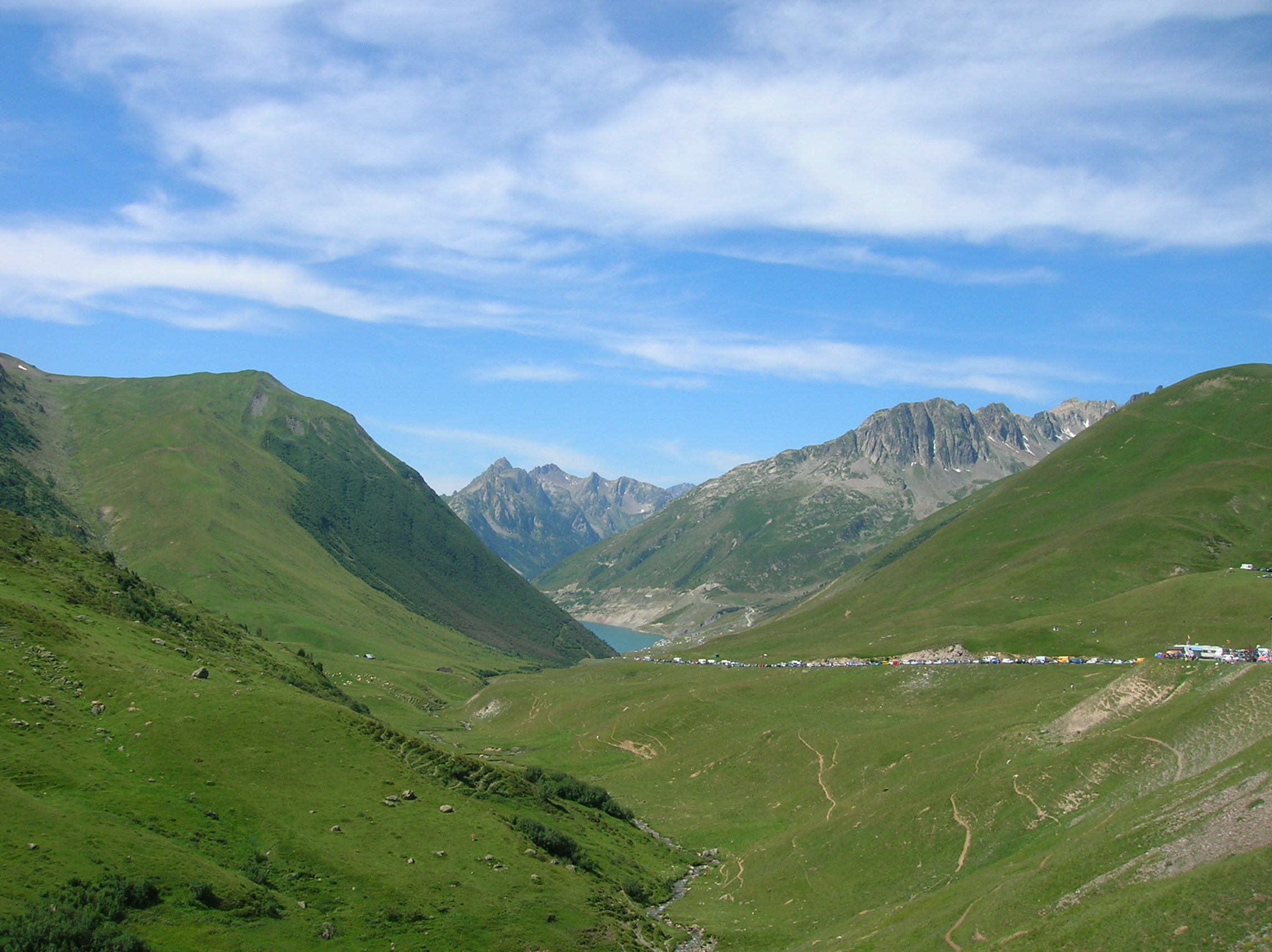
Vista do Sudoeste